# Bemerkung
Eine Bemerkung ist allgemein eine Äußerung einer Person. Bemerkungen können verbal erfolgen. Sie können aber auch als Aufzeichnungen schriftlich festgehalten werden.
Diese aufgezeichneten Bemerkungen dienen der Darstellung, der Dokumentation oder aber der Präzisierung. So gibt es erklärende Bemerkungen als Anmerkungen (vgl. Annotation, lat.: Anmerkung) in (wissenschaftlichen) Texten. Es existieren zahlreiche Zusammensetzungen (Komposita), die besondere Bemerkungen bzw. ihre Form ansprechen: Nachbemerkung, Nebenbemerkung, Randbemerkung, Regiebemerkung, Schlussbemerkung, Zwischenbemerkung.
In einer heute als veraltet geltenden Bedeutung kann Bemerkung auch eine Wahrnehmung oder Beobachtung ansprechen.